# Nicolas Bouzou
Pour les articles homonymes, voir Bouzou.
Nicolas Bouzou, né le 26 août 1976 à Boulogne-Billancourt, est un essayiste spécialisé en économie et chroniqueur de télévision et de radio français. Ses prises de position donnent lieu à des critiques et controverses de la part de plusieurs médias comme Télérama ou Marianne.

## Biographie

### Jeunesse et formation
Né le 26 août 1976 à Boulogne-Billancourt, Nicolas Bouzou est diplômé de l'université Paris-Dauphine et de Sciences Po Paris (DEA d'économie appliquée, promotion 1999)[réf. nécessaire].

### Parcours professionnel
Il est directeur d'études et enseignant au sein du Master 2 et Master of Business Administration droit des affaires et management-gestion de l'école de droit et de management à l'université Paris-Panthéon-Assas.
En 2006, il fonde le cabinet d'études économiques Asterès, qui produit des études économiques pour des entreprises. Arrêt sur images écrit que Asterès est un « cabinet de lobbying ».
Nicolas Bouzou est aussi vice-président du cercle Turgot « qui regroupe des banquiers, des dirigeants d’entreprise et des hommes politiques ». Il est membre du Conseil d'analyse de la société, organe dépendant du Premier ministre français, entre 2010 et 2012.

### Positionnement politique
Nicolas Bouzou soutient Alain Juppé lors de la primaire de la droite en 2016. Il déclare aussi apprécier Emmanuel Macron et François Fillon : « je vois les deux ».

### Les Rencontres de l'avenir
En 2018, Nicolas Bouzou crée les Rencontres de l'avenir, qui ont lieu depuis à Saint-Raphaël. Cet événement réunit plus de 10 000 personnes lors de la première édition en 2018, et se tient en ligne en mars 2021, édition lors de laquelle Bruno Le Maire introduit la journée de conférences,.

## Prises de position

### Crise sanitaire de la Covid-19
Dès le début de la crise sanitaire de la Covid-19, Nicolas Bouzou fait partie des économistes conviés par Bruno Le Maire pour trouver et mettre en place des solutions de soutien adaptées face aux conséquences de la récession.
Dans ce contexte d'épidémie de 2020, l'association de critique des médias Acrimed relève que Nicolas Bouzou assurait, en 2014, que la France disposerait « dans dix ans » de « deux fois trop de lits d’hôpitaux » et appelait à une réduction des dépenses publiques dans le domaine de la santé,.

### Dépenses publiques
En 2021, il déclare « La dégressivité des allocations chômage ne doit plus être un sujet tabou ».

### Politiques de protection sociale
Dans une étude publiée par Fondapol en 2011, Nicolas Bouzou critique la logique du rationnement des dépenses de santé, notamment à l’hôpital. Il propose des réformes pour permettre une solvabilisation du système de soins tout en augmentant les dépenses de santé.

### Crises financières
Arrêt sur images relève ses propos tenus en avril 2008, après le sauvetage de la banque Bear Stearns par la Réserve fédérale américaine et de banques britanniques par le gouvernement : « Le gros de la crise bancaire est passé. Maintenant, les pouvoirs publics américains se concentrent sur les autres acteurs financiers qui pourraient être touchés à leur tour : les fonds de pension, les hedge funds et certaines compagnies d’assurance. C’est en tout cas le moment d’acheter en bourse pour ceux qui ont les reins solides, on est au creux de la vague, les valeurs boursières ne peuvent pas tomber beaucoup plus bas. »
En 2019, il annonce : « on va subir en 2019 un krach boursier violent. C'est quasi acquis, la probabilité est proche des 100 ».

### Changement climatique
Nicolas Bouzou estime que certaines propositions de la Convention citoyenne pour le climat « auraient des conséquences économiques catastrophiques qui se traduiraient par un abandon des politiques en faveur du développement durable », et prône davantage de croissance économique et l'innovation technologique comme moyen de contrer le réchauffement climatique, mettant en avant « un découplage possible entre la croissance et les émissions de carbone ». Selon l’association Alter-médias, les idées qu'il défend sur le sujet ne consistent pas tant en un « climato-scepticisme à l'ancienne » qu'en une « orientation libertarienne liée à la conviction que « l’innovation » apportera toutes les réponses aux problèmes écologiques », des réponses « d’inspiration « transhumaniste » de dépassement de la condition humaine à travers la technologie ».

## Présence médiatique
Cette section ne s'appuie pas, ou pas assez, sur des sources secondaires ou tertiaires indépendantes du sujet. Le texte peut contenir des analyses inexactes ou inédites de sources primaires.
Pour l'améliorer, ajoutez-en, ou placez des modèles {{Source secondaire souhaitée}} ou {{Source secondaire nécessaire}} sur les passages mal sourcés. (juillet 2024)
Nicolas Bouzou est contributeur régulier pour Le Figaro, Les Échos, et Le Temps (Genève). Il est éditorialiste à L'Express pour lequel il publie une chronique hebdomadaire. Il livre également un « édito éco » tous les lundis, mercredis et vendredis dans la matinale de Dimitri Pavlenko sur Europe 1 Matin[source secondaire nécessaire].
De 2011 à 2013, il intervient dans La Matinale de Canal+ avec Maïtena Biraben et Ariane Massenet. Entre 2013 et 2014, il intervient dans Team Toussaint avec Bruce Toussaint[réf. nécessaire].
Il intervient régulièrement dans les émissions C dans l'air sur France 5, 28 minutes sur Arte, / 24H Pujadas LCI, L'Info du vrai sur Canal+, 19H Ruth Elkrief sur BFM TV, Les décodeurs de l'éco sur BFM Business, sur Radio Classique dans Accords/ désaccords avec Guillaume Durand.
Pour Le Figaro, Nicolas Bouzou fait partie « depuis quelques années » de « cette poignée d'économistes invités » sur les plateaux télé « dès qu'on cherche un expert. Pour la clarté avec laquelle il exprime ses arguments, sa facilité à vulgariser les sujets les plus compliqués. »

## Critiques et controverses
L'essai Les Nouveaux Chiens de garde est critique à l'égard de cette présence médiatique en décrivant à la fois la proximité avec le milieu financier des économistes présentés comme des experts.
Selon Télérama, Nicolas Bouzou est un consultant qui a des positions « néolibérales », et il est un « libéral assumé » pour Franceinfo.
Il est considéré comme un « lobbyiste » de droite libérale par Marianne.
En avril 2008, selon Arrêt sur images, il assurait dans ses conférences que la crise n'a pas vraiment de réalité et dans ses ouvrages que « c'est le moment d'acheter en Bourse » alors que la crise économique survient peu après, En 2021, Arrêt sur images estime également qu'il se fait, à travers ses interventions médiatiques, « la voix des lobbies » industriels contre la Convention citoyenne pour le climat.
En juillet 2019, il est épinglé par Marianne pour un conflit d'intérêts non mentionné dans une tribune appelant à vendre ADP « très cher », alors que le groupe gestionnaire des aéroports parisiens fait partie de ses clients.[pertinence contestée]
Le 10 juillet 2022, l'enquête du Monde consacrée aux Uber Files montre que Bouzou a rédigé au printemps 2015 pour la multinationale Uber, en échange d'une rémunération de 10 000 € hors taxe, une étude sur l'intérêt du service de voiture de transport avec chauffeur (VTC), « assortie d’un service après-vente auprès de la presse et des parlementaires et que le « mode d’accompagnement le plus efficace pour Uber France (...) serait de publier une note synthétique qui démontrerait la contribution d’Uber à l’économie française »,,,. » Le lobbyiste d'Uber, Mark MacGann, indique en 2023 que les études réalisées ont été biaisées parce que les données étaient fournies par Uber. Marianne présente Nicolas Bouzou comme « un économiste qui joue au lobbyiste ».
L'économiste défend son indépendance dans L'Express, où il tient une chronique.

## Publications
- Nicolas Bouzou, Les Mécanismes du marché : Éléments de microéconomie, 2006.
- Nicolas Bouzou, Petit précis d'économie appliquée à l'usage du citoyen pragmatique, Eyrolles, 2007.
- Nicolas Bouzou, Krach financier : emploi, crédits, impôts, ce qui va changer pour vous, Eyrolles, 2008.
- Nicolas Bouzou, Le Capitalisme idéal, Eyrolles, 2010.
- Nicolas Bouzou, Le Chagrin des classes moyennes, J-C Lattès, 2011.
- avec Luc Ferry, La Politique de la jeunesse, Odile Jacob, 2011
- Nicolas Bouzou, On entend l'arbre tomber mais pas la forêt pousser, J-C Lattès, 2013.
- Nicolas Bouzou, Pourquoi la lucidité habite à l'étranger, J-C Lattès, 2015.
- Nicolas Bouzou, Le Grand Refoulement. Stop à la démission démocratique, Plon, 2015.
- Nicolas Bouzou, L'innovation sauvera le monde. Philosophie pour une planète pacifique, durable et prospère, Plon, 2016.
- Nicolas Bouzou, Le travail est l'avenir de l'homme, éditions de l'Observatoire, 2017.
- Nicolas Bouzou et Julia de Funès, La Comédie (in)humaine, éditions de l'Observatoire, 2018.
- Nicolas Bouzou et Luc Ferry, Sagesse et folie du monde qui vient. Comment s’y préparer, comment y préparer nos enfants, XO éditions, 2019.
- Nicolas Bouzou, Inventons la mondialisation de demain, éditions de l'Observatoire, 2020.
- Nicolas Bouzou, L'amour augmentée. Nos enfants et nos amours au XXIe siècle, éditions de l'Observatoire, 2020.
- Nicolas Bouzou, Homo Sanitas, XO Editions, 2021.
- Nicolas Bouzou, La France de l'à peu-près, L'observatoire, 2023.
- Nicolas Bouzou, La civilisation de la peur, XO Éditions, 2024.